# Ailes Anciennes Toulouse
Ailes Anciennes Toulouse est une association loi de 1901 créée en février 1980 à Toulouse avec pour objectif de préserver le patrimoine aéronautique. L'association possède un centaine d'appareils (avions, hélicoptères, planeurs et ULM), ainsi que des moteurs et équipements divers. Une partie de sa collection est exposée au musée Aeroscopia situé juste à côté.

## Histoire
L'association a été créée en 1980 sur un site à Colomiers mis à disposition par la Chambre de commerce. Le site était alors au milieu des champs à quelques centaines de mètres des pistes de l'aéroport de Toulouse-Blagnac. Le premier appareil de l'association arrive en juin 1981, il s'agit d'un Nord 1100 Noralpha cédé par l'Armée de l'air.
Peu à peu, Airbus se développant et reprenant les bâtiments de Dassault-Breguet, le site se retrouvait enclavé au sein des usines Airbus de Colomiers. En 2010, Airbus souhaitant utiliser la zone d'exposition pour y construire l'usine d'assemblage final de l'A350, l'association déménage sur une zone d'exposition temporaire sur un parking Airbus à Saint-Martin-du-Touch. Puis en octobre 2012, nouveau déménagement ; l'ensemble des avions de la collection s'installe à Blagnac face à AéroConstellation, et à l'usine d'assemblage final de l'A380, sur un terrain mis à disposition par la mairie à proximité immédiate du musée du futur musée Aeroscopia.
Le musée Aeroscopia ouvre en janvier 2015, vingt-cinq appareils de la collection y sont alors exposés. Un hangar de restauration spécialisé a vu le jour fin 2015 pour continuer à alimenter le musée et permettre aux bénévoles de travailler à l'abri,.

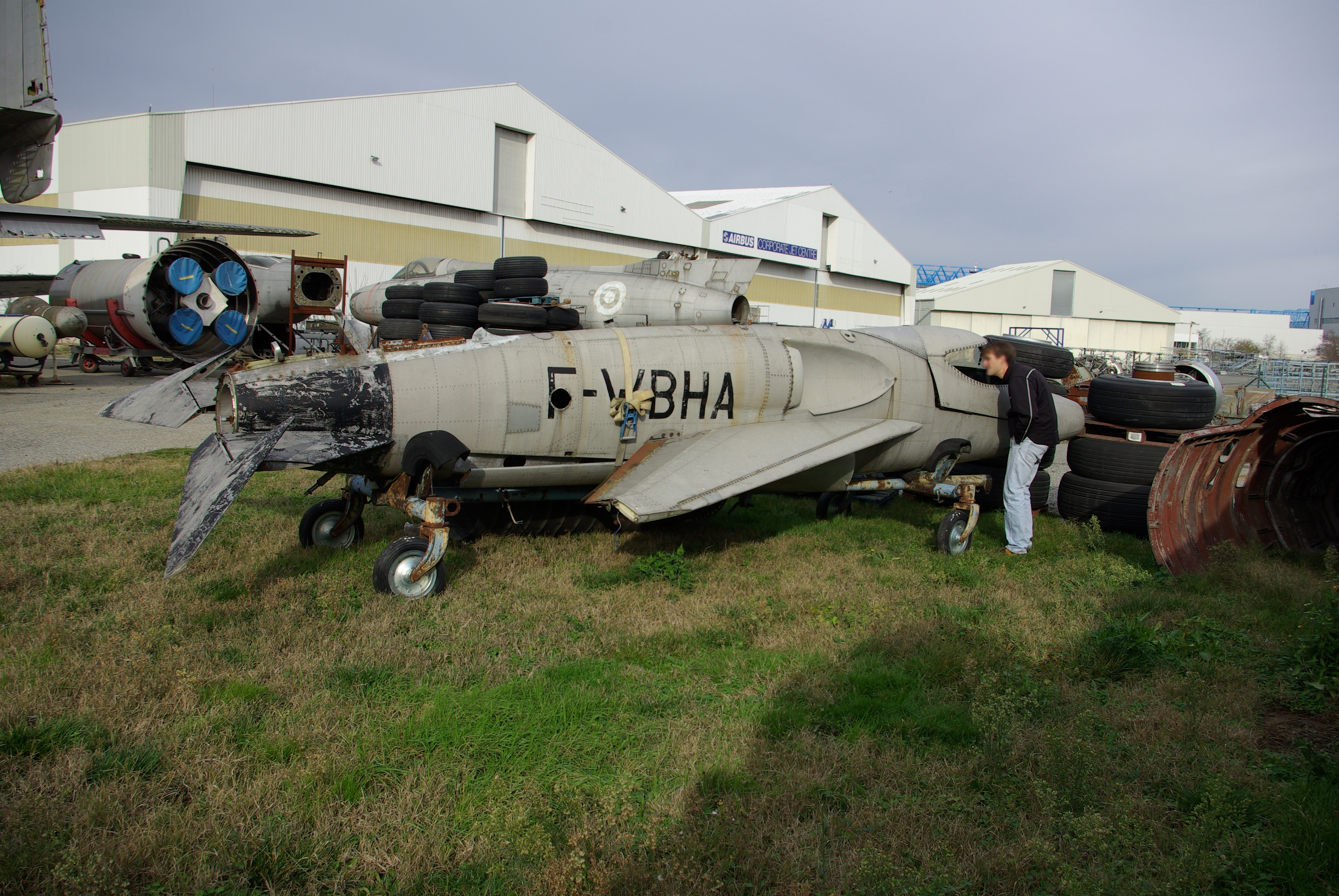
Le Deltaviex, avion à réaction expérimental français construit en un exemplaire en 1954 et conservé par les Ailes Anciennes de Toulouse.

## Installations

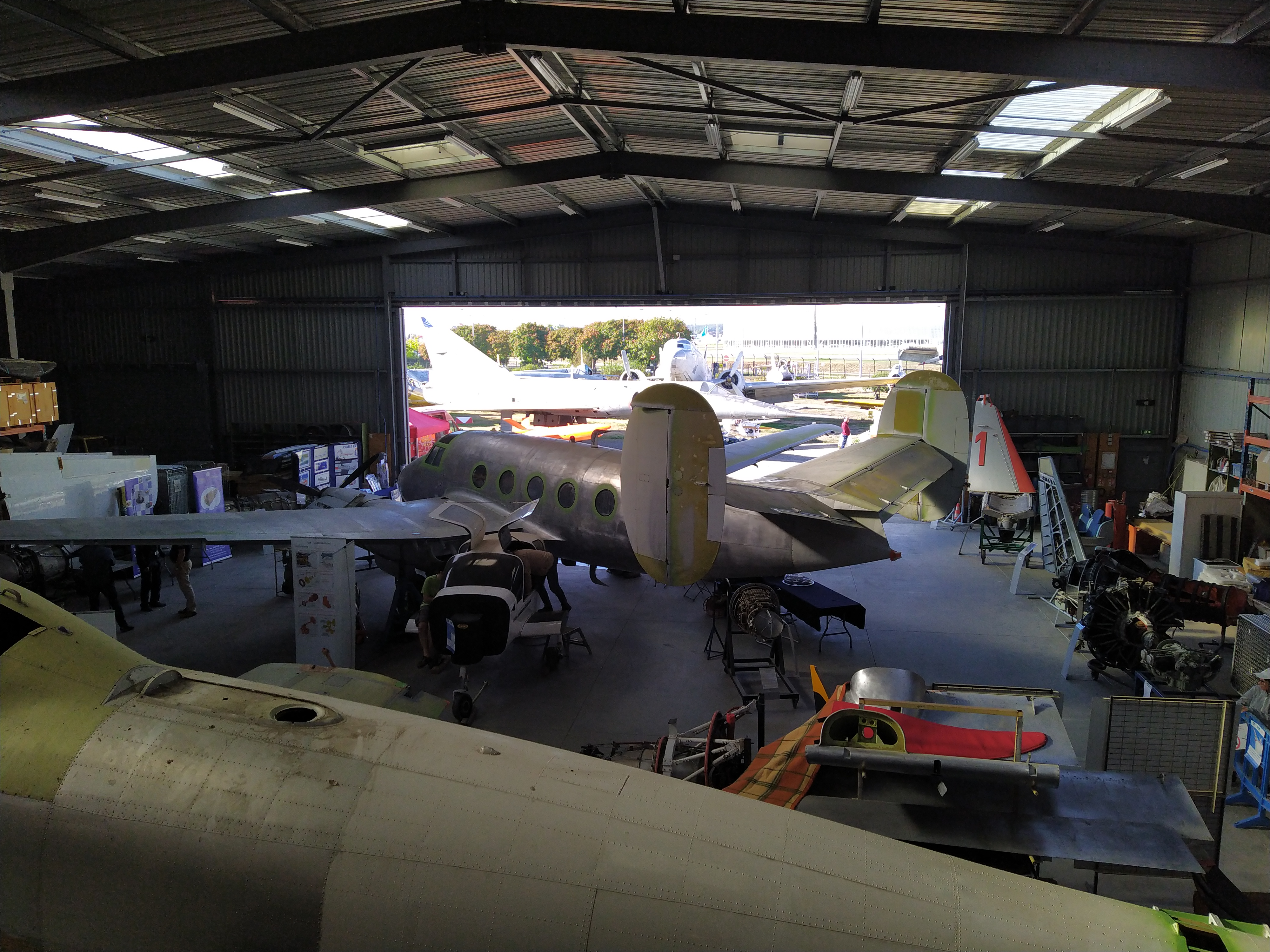
MD.312 Flamant en cours de restauration dans le hangar des Ailes Anciennes Toulouse en 2023.

L’association dispose à Blagnac d'un terrain de 15 000 m2 accueillant une partie de la collection en extérieur (environ 50 appareils). Le site est partagé avec deux autres associations (Aérothèque et Cap Avenir Concorde). Un hangar de restauration de 1 500 m2 sert d'atelier et permet d'accueillir plusieurs chantiers en même temps ainsi qu'une bibliothèque technique. Un hangar secondaire de 500 m2 abrite les réserves.

## Collection
L'association a rassemblé depuis 1980 plus de cent dix machines parmi lesquelles :
- Super Guppy dans Aeroscopia et Caravelle Super 10 Air Toulouse à l'entrée du terrain occupé par l'association
- Des chasseurs tels Mirage III, Mirage 2000N, MiG-21, F-8E Crusader, F-100B Super Sabre, SEPECAT Jaguar, Hawker Hunter, Saab 35 Draken, F-84G, Gloster Meteor, F-104G Starfighter, le MiG-15, A-26 Invader, etc.
- Des pièces uniques comme un Breguet 765 Sahara (Deux-Ponts), le prototype de SA 340-01 Gazelle, le Deltaviex, le fuselage du SO.6025 Espadon...
- Des hélicoptères tels la H-21 Banane volante, le Sikorsky H-34, le Sikorsky H-19, le Djinn, Alouette II, etc.
- Des planeurs (dont un ayant probablement participé au tournage de La Grande Vadrouille), Wassmer WA-30 Bijave, Wassmer WA-26 Squale, Wassmer WA-28 Espadon, Caudron C.800, Castel C25, etc.
- Des éléments de fusées : un second étage Coralie de fusée Europa, exposé à la Cité de l'espace[11], une fusée Topaze quasiment complète[12].

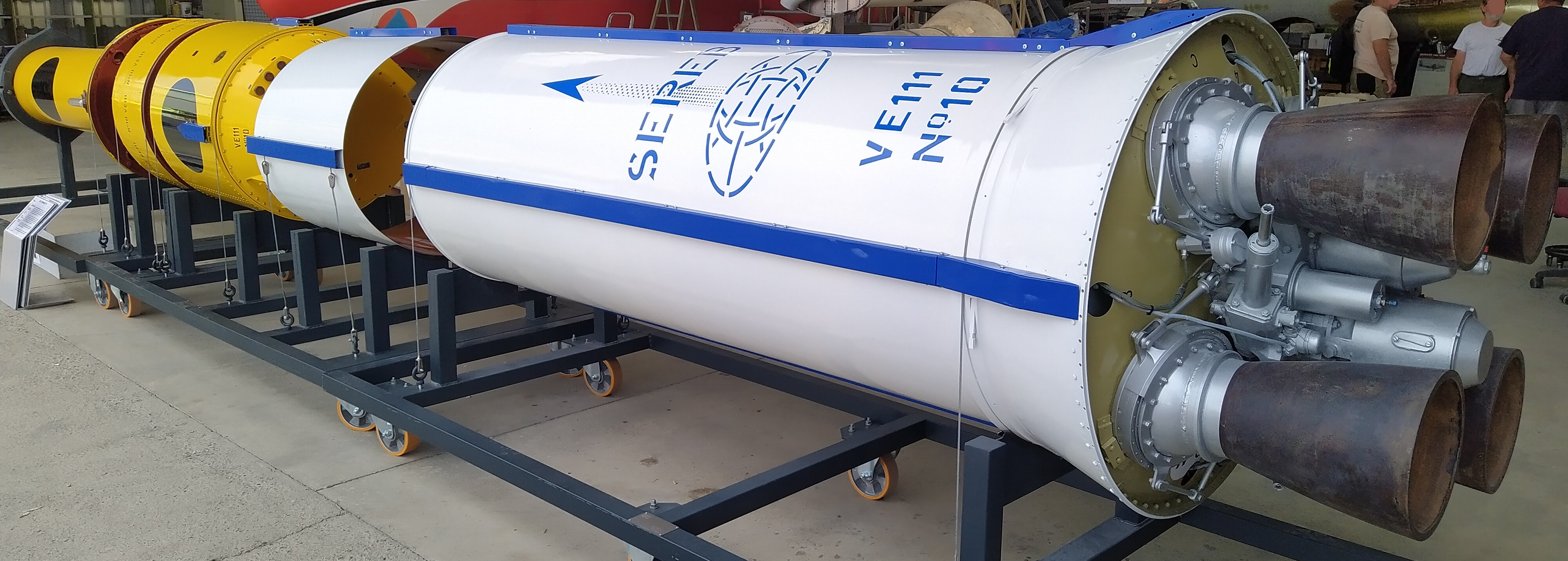
Fusée VE.111C Topaze n° 10 restaurée par les Ailes Anciennes Toulouse

Un des derniers aéronefs entré dans la collection est un des deux Bréguet 941 survivants (janvier 2015).
L'association conserve par ailleurs un grand nombre de moteurs : Turbomeca Palouste, Turbomeca Marboré, Turbomeca Astazou, Pratt & Whitney R-2800, Wright R-1820, Salmson 9Za, Snecma Atar101B, etc.
Une cinquantaine d'appareils sont visibles sur le site de Blagnac, 27 sont présentés dans Aeroscopia, le Salmson 2A2 (réplique) est exposé à l'Envol des pionniers, d'autres sont prêtés à différents organismes et enfin les avions les plus fragiles sont stockés démontés dans le hangar de réserves.

## Pour approfondir